# انجمن اخوت
انجمن اخوت نخستین مجمع سازمانه یافته عصر ناصری بود. این انجمن در حقیقت یک محفل فرهنگی-سیاسی-اجتماعی مبتنی بر اصول و مقررات تلفیقی از سنت‌های فراماسونری و درویشی بود که سعی داشت با جذب نخبگان سیاسی و طبقه نوپای روشنفکری در ایران، مدیریت فکر و اندیشگی در عرصه سیاست ایران را به دست بگیرد.
پایه‌گذار انجمن اخوت ایرانی انجمن اخوت را علی‌خان ظهیرالدوله سیاستمرد و عارف ایرانی دوره قاجار که در ۱۳۰۳ هجری قمری از پیروان صفی‌علی‌شاه شد، تأسیس کرد.
ظهیرالدوله و همسرش فروغ‌الدوله با شروع جنبش مشروطه به آزادی‌خواهان پیوستند و در رویداد به توپ بستن مجلس خانه‌شان ویران شد. دختر او، فروغ‌الملک نیز از دراویش انجمن اخوت بود و در سیر و سلوک عرفانی مقام مرشدی داشت.

## پایه‌گذاری و آغاز
پایه‌گذار این انجمن علی ظهیر الدوله وزیر و داماد ناصرالدین شاه و جانشین صفی علیشاه از اقطاب صوفیه بود. شالوده این انجمن همچون دیگر محافل فراماسونری، توسط صفی علیشاه بر پایه سه اصل برابری-برادری-آزادی بنا شده بود که 7 ماه پس از مرگ صفی علیشاه، در سال 1317ق و با عضویت 110 نفر، توسط ظهیر الدوله به صورت رسمی و علنی افتتاح شد. همچنین ظهیرالدوله هیأت 11 نفره‌ای موسوم به «هیأت مشاور انجمن» را به‌عنوان هسته مرکزی انجمن که از رجال فعال و سرشناس تاریخ فراماسونری ایران بودند، انتخاب کرد تا اقدامات انجمن اخوت با نظارت آن‌ها انجام شود. افراد حاضر در این هیأت شامل سید محمد خان انتظام السلطنه (نایب رئیس)، سالار امجد، ناظم الدوله، علی اکبر خان سروش، میرزا باقر خان صفامنش، میرزا محمد علیخان، نصرت السلطان، نظام لشکر، میرزا عبدالوهاب جواهری، نصرالله صبا (مختار الملک که بعدا نایب رئیس شد)، اسدالله یمین اسفندیاری (حاج عین الممالک) می شد. سپس افراد دیگری مانند اسماعیل مرزبان (امین الملک)، ابراهیم حکیمی (حکیم الملک)، حاج شمس الدین جلالی (فطن الملک)، سیف الدوله، نیرالملک شیرازی، همایون سیاح (خزانه دار لژ بیداری ایرانیان)، محسن قریب و فتح الله صفایی (صفاالملک) به عضویت آن درآمدند. در كتابي كه به مناسبت جشن پنجاهمين سالگرد تأسيس انجمن منتشر گرديد از سرلشكر فرج الله آق اولی، آقا بزرگ بيات، شاهزاده عليرضا ميرزا حكيم خسرواني (دبير انجمن) به عنوان اعضاي بعدي هيئت مشاوره و سعيد مالك (لقمان الملك)، اسدالله داوری (ظهير حضور)، سرلشكر مجيد فيروز (ناصرالدوله)، غلامعلی خواجه نوری (نظام السلطان)، شفيعا (مقتدرالملك)، حاج عبدالله مستشارالتجار كرمانی، محمدحسين سميعی (اديبا لسلطنه)، اسدالله مصفا، هدايت قلي رهبری، غلامحسين رسته، برادران برومند، علی نعمتی (مستشارالدوله)، علی شهری، صفاعلی صفايی، امينی اصفهانی، محمود جم، علی هيئت، هاشم ملك مدنی، اميرمحسن بايگانی، جعفر صفايی و رحمت الله صفايی به عنوان چهره هاي شاخص انجمن نام برده شده است.
جلسات انجمن اخوت از این تاریخ با نظم خاص در سالنی که ۱۱۰ صندلی به نام هر یک از اعضاء در آن قرار داشت در جوار منزل ظهیرالدوله برگزار می‌شد تا زمانی که محمدعلی شاه در واقعه حمله مجلس، این بنا و منزل ظهیرالدوله را که به پناهگاه مشروطه‌خواهان و آزادى‌خواهان در آمده بود، به توپ بسته و به کلی ویران کردند.
اسماعیل مرزبان (امین الملک) در سخنرانی خود به مناسبت پنجاهمین سالگرد تأسیس انجمن اخوت در سال ۱۳۱۷هجری شمسی پایه‌گذاری انجمن را به صفی علیشاه نسبت می‌دهد. اگر چه عنوان می‌کند که این انجمن در ۲۸ آذر ۱۲۷۸ توسط علی ظهیرالدوله ملقب به صفا علی صورت علنی یافته‌است. جلسات انجمن اخوت از این تاریخ با نظم خاص در سالنی که ۱۱۰ صندلی به نام هر یک از اعضاء در آن قرار داشت در جوار منزل ظهیرالدوله برگزار می‌شد تا زمانی که عمال محمد علی شاه قاجار در واقعه حمله به مجلس، این بنا و منزل ظهیرالدوله را به توپ بسته و به کلی ویران کردند. آنچه روشن است آن است که در سال ۱۳۱۶ صفی علیشاه در گذشت و ظهیرالدوله جانشین او شد، و در سال ۱۳۱۷ انجمن اخوت توسط ظهیرالدوله علنی شد.

## نظام‌نامه انجمن
انجمن اخوت نظام‌نامه‌ای داشت که دستورکار و شرح‌وظایف اعضا بود و ظهیرالدوله شخصاً آن را تدوین کرد و در کتابچه‌ای با عنوان «دستور ظاهری انجمن اخوت»، در ۱۵ صفحه، در تهران به چاپ رساند. محتوای این نظام‌نامه چیزی جز دستورهای اخلاقی ساده نبود و از مسائل سیاسی و اجتماعی، مطلبی در آن به چشم نمی‌خورد. این دستور مشتمل بر ۵۲ ماده و ۶ فصل بود. فصل اول، حاوی مقصد انجمن با اصول ششگانۀ آن بود:
1_تعظیم امر الله. 2_شفقت خلق الله. 3_خدمت اهل الله. 4_بذل نفس فی سبیل الله. 5_کتمان سرّ الله. 6_اطاعت ولی الله.
فصل دوم، شامل تشرف به انجمن؛ فصل سوم، ادارۀ انجمن و تکالیف آن؛ فصل چهارم، شعبه‌های انجمن بود و برحسب یکی از مواد این فصل، در هر شهری که ۱۱ نفر از پیروان اتفاق نمایند، انجمن مرکزی اخوت، اجازۀ تأسیس شعبه را در آن شهر خواهد داد. در فصل پنجم، حقوق انجمن؛ و در فصل ششم، تکالیف انجمن، مورد بحث قرار گرفته بود.
براساس مفاد این دستورنامه، اعضای انجمن مکلف نبودند الزاماً اعانه‌ای بپردازند. این نظام‌نامه فقط به کسانی داده می‌شد که عضو انجمن باشند. از این‌رو، سال‌ها کسی از مفاد آن اطلاع دقیقی نداشت، تا اینکه در ۱۳۲۷ش مقارن با جشن ۵۰ سالگی انجمن، تجدید چاپ شد. غیر از آن، انجمن برای ادارۀ امور داخلی خود آیین‌نامه‌ای تنظیم کرد و برای اعضا مقررات سختی در نظر گرفت. همۀ اینها را ظهیرالدوله شخصاً تنظیم و تدوین می‌کرد.
ظهیرالدوله انجمن اخوت را به صورت یک مکتب تعلیمات اخلاقی و کانون برادری یا سازمان اداری منظمی درآورد. در انجمن همۀ طبقات اجتماع در یک صف جای می‌گرفتند. اسامی افرادی که با معرفی دو نفر به عضویت پذیرفته می‌شدند، در دفتری ثبت می‌شد و این دفتر که معرف اعضا و تعداد آنان بود، تا سال‌های اخیر، در دفتر انجمن موجود بود. شمار اشخاصی که ظهیر الدوله با امضای خود برای آنان ورقۀ عضویت صادر کرد، ۳۲۱‘۳۱ نفر در آخرین سال زندگی او بود. ظهیرالدوله همچنین مدرسه‌ای به نام «معرفت» نیز در کنار انجمن اخوت تأسیس کرد.
انجمن اخوت در طول سلطنت شاهان قاجار و پهلوی مورد حمایت اغلب حاکمان و درباریان بود. از جمله آخرین پادشاه قاجار، احمد شاه که در حمایت از این نهاد، سخت کوشید و «حسن میرزا» ولیعهد را به آنجا فرستاد و او نیز در بین اعضای این انجمن رسما وارد سلسله صفی علیشاهی شده و اصطلاحا مشرف به فقر (صوفی‌گری) گردید.
بسیاری از درباریان و اشراف‌زادگان پس از گذراندن مدت زمانی از عمر خود در این انجمن و تربیت و آموزش بر اساس اصول فراماسونری، به مناصب کشوری و لشکری مهمی منصوب می‌شدند.

## زمینه‌های شکل گیری
صفی علیشاه قطب متنفذ صوفیه نعمت اللهی در دارالحکومه تهران، جلسات مرتبی تشکیل داد که در آن، گروه کثیری از رجال و مردم عادی شرکت می‌کردند. در این زمان، ظهیرالدوله، داماد و وزیر دربار شاه نیز در حلقۀ مریدان و پیروان صفی علیشاه درآمد و به زودی یکی از نزدیک‌ترین مریدان صفی علیشاه شد و از طرف او لقب صفا علیشاه یافت و بعدها از جانب صفی علیشاه به جانشینی وی منصوب شد. گروه برگزیده‌ای که در اطراف صفی علیشاه گرد آمده بودند و در خانۀ او جلسات خود را تشکیل می‌دادند، به ‌تدریج متشکل شده، هستۀ مرکزی انجمن اخوت را به‌طور پنهانی از ۱۳۰۵ق/۱۸۸۸م پدید آوردند.

## انجمن و فراماسونری
این انجمن یک محفل سیاسی-اجتماعی فراماسونری بود که سعی داشت محتوا و اصول فراماسونری را در پوشش اصطلاحات عرفانی و تعالیم صوفیانه و با شعار حمایت از جنبش مشروطه و آزادی‌خواهان، در جامعه منتشر سازد و در صدد جذب طبقه نوپای روشنفکری در ایران و صاحبان قدرت و وابستگان به سلطنت بود.
ظهیرالدوله از جمله رجال عصر ناصری بود که از ایران خارج شده و ملل اروپایی را دیده بود و افکار ترقی خواهانه و تجددمآبانه را در سر می‌پروراند. او در اروپا به مجمع فراماسونری وارد شد و در بازگشت به ایران با اجازۀ مظفرالدین شاه، انجمن اخوت را به سبک لژهای فراماسونری فرانسه ایجاد کرد. انجمن اخوت زیر مجموعه گراند لژ فرانسه بود.
این انجمن بعدها به صورت مرکز لژ بیداری ایران درآمد چنانکه به روایت یک منبع منحصر در جریان حملۀ نیروهای قزاق، انجمن که قبلاً مطلع شده بود، کلیۀ دفاتر و اسناد خود را شبانه به سفارت فرانسه رساند. از میان اعضای اولیۀ انجمن، کسی که بیش از همه مظنون به همکاری با فراماسونرها بود، نصرالله دبیرالملک شخصیت سیاسی آن روز بود که گفته‌اند در فرانسه با فراماسون‌ها مرتبط شد و پس از عضویت در انجمن، رابط آن‌ها با گراند اوریان فرانسه شد. ظهیرالدوله نیز در تأسیس انجمن اخوت به انجمن‌های فراماسونری فرانسه نظر داشت. او که از تجربۀ ملکم‌خان و شکست وی در تأسیس و تشکیل محافل روشنفکری درس آموخته بود، از راهی دیگر دست به کار شد.
نشانۀ انجمن اخوت نیز بی‌شباهت با علامت پرگار و گونیا که فراماسون‌ها گاه جدا و گاه با هم ترکیب می‌کنند، نبود. او با استفاده از علامات دراویش، طرح مزبور را به صورت مثلث و همانند علامات فراماسون‌ها اختراع کرد. پس از ظهیر الدوله، همچنان ارتباط انجمن با لژهای فراماسونری افزایش می‌یافت و محل انجمن رسماً دبیرخانۀ گراندلژ مستقل ملی بود.

## برنامه‌ها و فعالیت‌ها
پس از شکست «محمدعلی‌شاه قاجار» و فرار او، کار انجمن دیگربار رونق گرفت. «محمدحسن میرزا» ولیعهد به عضویت آن درآمد و در همان زمان، انجمن به مناسبت دوازدهمین سال تأسیس و فعالیت علنی خود، جشنی گرفت و ظهیرالدوله شادمانی خود را از کارهای انجام شده، بیان کرد.
اهمیت انجمن در حقیقت از آن جهت بود که توانست صوفی‌گری را درخدمت مسائل اجتماعی و سیاسی درآورد و حتی درویش‌ها را از پوشیدن لباس درویشی باز می‌داشت.
فعالیت دیگر انجمن، توجه به رشته‌های گوناگون هنری بود. در انجمن‌گاه نمایشنامه‌های سیاسی و اخلاقی به نمایش درمی‌آمد. ظهیرالدوله خود نمایشنامه‌ای نوشت که چند شب در انجمن روی صحنه آمد و ترتیب آن به این صورت بود که پیش از اجرا، نخست ارکستر انجمن سرود آزادی می‌نواخت. تشکیل ارکستر در ایران نیز از ابداعات انجمن بود و پیش از آن در مجامع دیگر معمول نشده بود.
هر سال به مناسبت میلاد پیامبر صلی الله علیه واله و حضرت امیرالمومنین علی علیه‌السلام و به‌ویژه در عید غدیر، انجمن جشن‌هایی برپا می‌کرد. در فروردین هر سال نیز جشنی به نام «جشن گل» در شمیران ترتیب می‌یافت و سرود مخصوصی که توسط «علی‌اکبر شیدا» و ظهیرالدوله ساخته شده بود، خوانده می‌شد.
انجمن در زمینۀ ترویج هنرها و صنایع مستظرفه نیز فعال بود، چنانکه ابریشم‌دوزی و مینیاتورسازی دختران صفی علیشاه و «نظم‌الدوله» شهرت بسیار یافت و نمونه‌های آن هم‌اکنون در موزه‌های معتبر جهان جای دارد. محمدناصر ظهیرالسلطان فرزند بزرگ ظهیرالدوله نیز نقاش زبردستی بود. وی این هنر را در فرانسه فرا گرفته بود.

## شعبه‌های انجمن
در هر شهری که شمار اعضا حداقل بیش از ۱۱ نفر بود، شعبه‌ای از انجمن اخوت می‌توانست تأسیس شود. نخستین شعبۀ انجمن در کرمانشاه در زمان حکمرانی ظهیرالدوله بر آن شهر تأسیس شد. سرپرستی انجمن کرمانشاه برعهدۀ «عبدالله نعمتی» معروف به « حاج داداش کرمانشاهی» ملقب به «مستشار علی» بود. انجمن اخوت کرمانشاه مجله‌ای با عنوان «اخوت» و نیز روزنامه‌ای با نام «کوکب غرب» منتشر کرد.
پس از آن، انجمن اخوت در چند شهر دیگر چون سمنان، انزلی، سنگسر، شهمیرزاد، ساری، شاهی، شیراز، خرم‌آباد و اصفهان شعبه‌هایی دایر کرد. اما شعبه‌های انجمن در شاهی و کرمانشاه از اهمیت بیشتری برخوردار بود و ساختمان و تشکیلات مناسبی در اختیار داشت. در مشهد، و بغداد نیز شعبه‌ای داشت.

## نشریات انجمن
انجمن در تهران و چند شهر دیگر، مجله و روزنامه داشت و گاه کتاب‌هایی نیز منتشر می‌کرد. نخست در تهران در ۱۳۲۳ق/ ۱۹۰۵م مجلۀ «مجموعۀ اخلاق» زیر نظر ظهیر الدوله انتشار یافت. در کرمانشاه نیز مجلۀ «اخوت» سال‌ها منتشر شد و بیشتر اثار عرفانی ظهیرالدوله چون «مجمع‌الاطوار» و مجموعۀ شعر «واردات» در آن درج می‌شد. مجموعۀ «واردات» بعدها مستقلاً منتشر شد. در شیراز نیز شعبۀ انجمن روزنامۀ «اخوت» را به مدیری «عبدالکریم معروفعلی» به‌صورت هفتگی در ۱۳۲۶ق منتشر می‌کرد.

## پس از ظهیر الدوله
عواملی مثل مرگ ظهیرالدوله و قدرت‌‌یابی رضاخان سردار سپه و تعطیلی احزاب سیاسی، فعالیت انجمن را محدود کرد اما همچنان هفته‌ای یک‌بار جلسات آن برگذار می‌شد. پس از ظهیرالدوله، نایب سیاسی و فرقه‌ای او، یعنی «محمد انتظام‌السلطنه» ملقب به بینش علیشاه تا زمان مرگش ۱۳۱۰ش این سمت را عهده‌دار بود.
پس از وی ریاست هیأت مشاورۀ انجمن به «اسماعیل مرزبان» ملقب به «امین الملک» محول شد، اما «صفاء الملک» یا فتح الله صفایی مرشد انجمن بود. افرادی مانند سپهبد آق اولی، سالار امجد و علیرضا خسروانی نیز به مناصبی چون شیخ انجمن رسیدند. از جمله اعضای برجستۀ انجمن در این دوره‌ها، شاعر و ادیب برجسته «وحید دستگردی» مؤسس «مجلۀ ارمغان» بود که پس از ورود به تهران در ۱۳۳۷ق/۱۹۱۹م به عضویت انجمن درآمد.
در زمان ریاست طولانی اسماعیل مرزبان تغییرات اساسی در محل ساختمان انجمن انجام صورت گرفت. وی جشن پنجاهمین سال تأسیس انجمن اخوت را در ۱۳۲۷ش در «باغ سرلشکر فیروز» برگذار کرد و خود سخنرانی مبسوطی در زمینۀ فعالیت‌های انجمن بیان داشت. این سخنرانی بعدها در رساله‌ای به طبع رسید.
در سال ۱۳۲۰ش و با روی کار آمدن احزاب جدید، فعالیت انجمن کم فروغ‌تر شده بود که تا سال ۱۳۲۷ش مجدداً فعالیت آن گسترش یافت. در این دوره همکاری انجمن اخوت با «حزب عامیون» که معروف به عضویت در سازمان‌های فراماسونری بودند نیز تقویت گردید. انجمن اخوت در دوران پهلوی دوم نیز همچنان فعالیت‌هایش را دنبال کرد تا جایی که عبدالله انتظام فرزند انتظام‌السلطنه از افراد متنفذ دربار و رئیس شرکت ملی نفت و مشاور لژهای مهر، وفا و صفا، ریاست انجمن را بر عهده گرفت اما پس از انقلاب اسلامی ایران، فعالیت انجمن اخوت متوقف شد. با مرگ عبدالله انتظام، درویش رضا صفایی قطب خانقاه شد و با درگذشت او در سال ۱۳۶۴ش این منصب به پسرش احمد صفایی (علم علی) رسید. وی نیز فعالیت‌های باغ و ساختمان ظهیرالدوله را که جلسات فرقه‌ای در آن برگزار می‌شد، از سال ۱۳۸۶ش متوقف کرد و در این سال‌ها هیچ موضعی در خصوص دلایل گوشه‌گیری‌اش نداشته است.